# Richard Spruce
Richard Spruce, född den 10 september 1817 i Ganthorpe, död den 28 december 1893 i Castle Howard, var en brittisk botaniker som var specialiserad på bryologi. Spruce tillbringade 15 år med att utforska Amazonfloden från Anderna till dess mynning och samlade över 30 000 växtprover under denna tid.
Auktorsnamnet Spruce kan användas för Richard Spruce i samband med ett vetenskapligt namn inom botaniken; se Wikipediaartiklar som länkar till auktorsnamnet.